# Cervecería Leona
La Cervecería Leona fue una empresa Colombiana creada en 1995 por la Organización Ardila Lülle, dueñas de RCN Radio, Canal RCN y Postobón entre otras empresas, con el objetivo de hacer el contrapeso en el mercado de las cervezas al Grupo Santo Domingo que con su empresa Cervecería Bavaria S.A. acaparaba el mercado nacional. Su planta de producción estuvo asentada en el Municipio de Tocancipá en el departamento de Cundinamarca a 41 km de Bogotá, Colombia.

## Historia
En sus comienzos fue lanzada al mercado el 19 de enero de 1995 con el fin de hacerle contrapeso a Bavaria. En ese mismo año lanza al mercado Malta Leona, siendo también patrocinador de varios equipos del fútbol profesional colombiano como Atlético Bucaramanga, Millonarios, Atlético Nacional, Once Caldas, Deportivo Cali, Cortuluá, Unión Magdalena, Cúcuta Deportivo, Deportes Tolima, Independiente Medellín entre otros hasta el año 2002.
En 1997 sale al mercado Cerveza Caribe con el fin de hacerle contrapeso a Cerveza Águila, esta cerveza tuvo poca vida en el mercado colombiano, estuvo dirigida a la costa norte de Colombia. En 1998 sale al mercado Cerveza Cristal Oro otro producto de gran renombre de esta cervecería que le hizo contrapeso a la cerveza club Colombia y estuvo dirigida en todo Colombia incluido en departamentos como Antioquia y Santander. A finales de 1999 aparece la Cerveza Perla Esta marca introdujo el concepto de envase Twist off o destapa fácil en sus productos y le hizo competencia a la cerveza pilsen esta cerveza estuvo dirigida a la población del eje cafetero y tolima .
En 2000 Carlos Ardila Lülle se reúne con Julio Mario Santo Domingo para hacer un convenio en el cual Bavaria S.A. adquiere el 44% de las acciones de Leona. Finalmente el 18 de octubre del mismo año Cervecería Leona sería entregada a Bavaria y Postobón pone fin a su ciclo de cervezas que había iniciado 5 años atrás. En 2004 fue vendida en su totalidad a Bavaria que comenzó a producir sus cervezas en esta planta. Cuando se produce la fusión SABMiller-Bavaria esta unidad industrial también se le incluye en el acuerdo, cerrando de esta manera el ciclo de la marca Leona incluyendo su producción, así mismo terminando la producción de los productos asociados a ella. Cerveza Leona y Malta Leona desaparecen del mercado en agosto de 2007 cerrando el ciclo de la marca Leona tras 12 años.
En septiembre de 2018 Bavaria lanza nuevamente al mercado Malta Leona con nuevo diseño y el mismo sabor. Aún no hay información sobre el regreso de Cerveza Leona al mercado, aunque hay especulaciones sobre un posible regreso de la Cervecería Leona.

## Productos

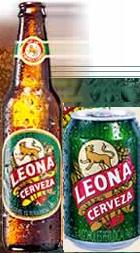
Cerveza Leona

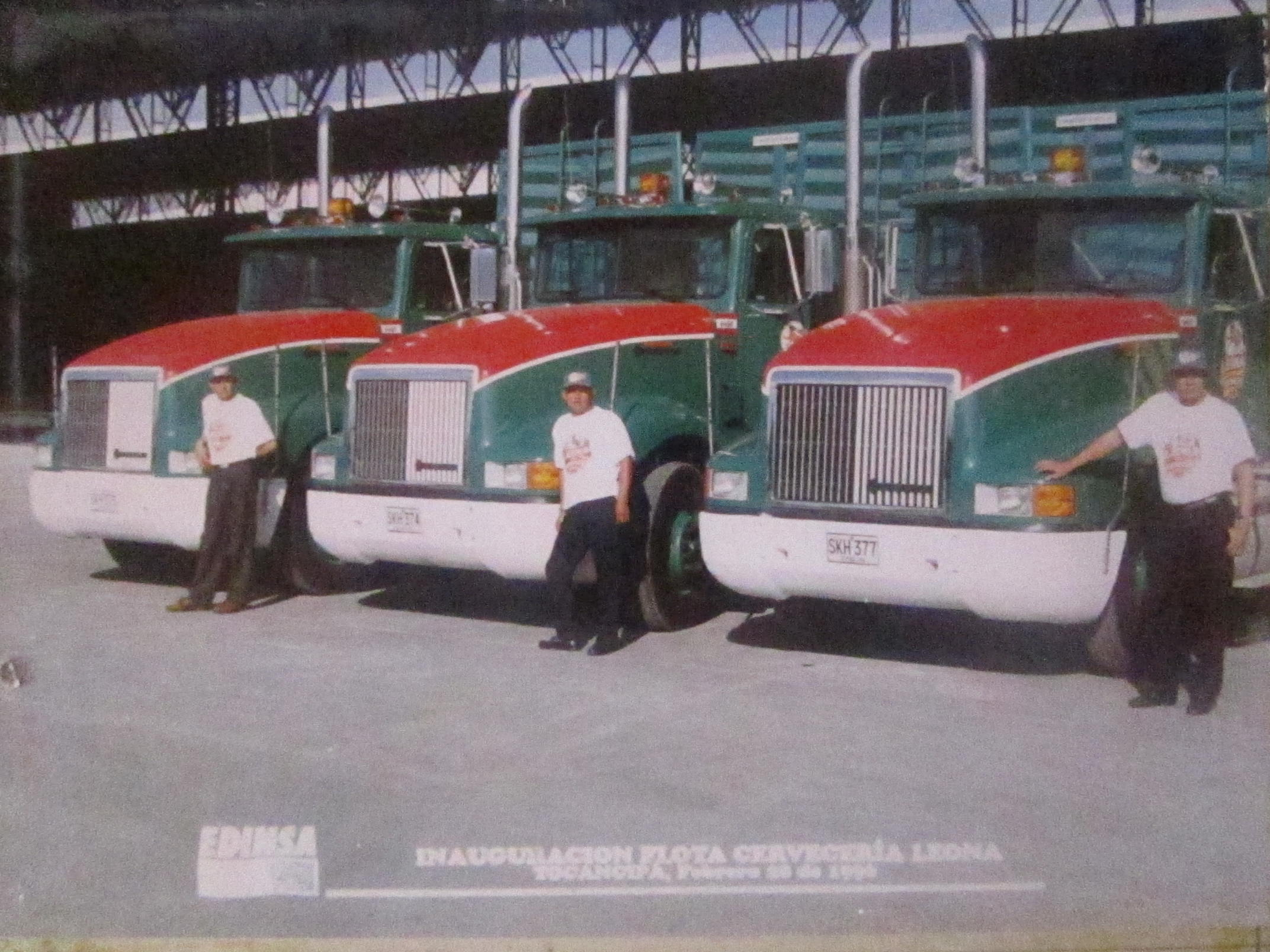
Inauguración Tracto-mulas en 1996.

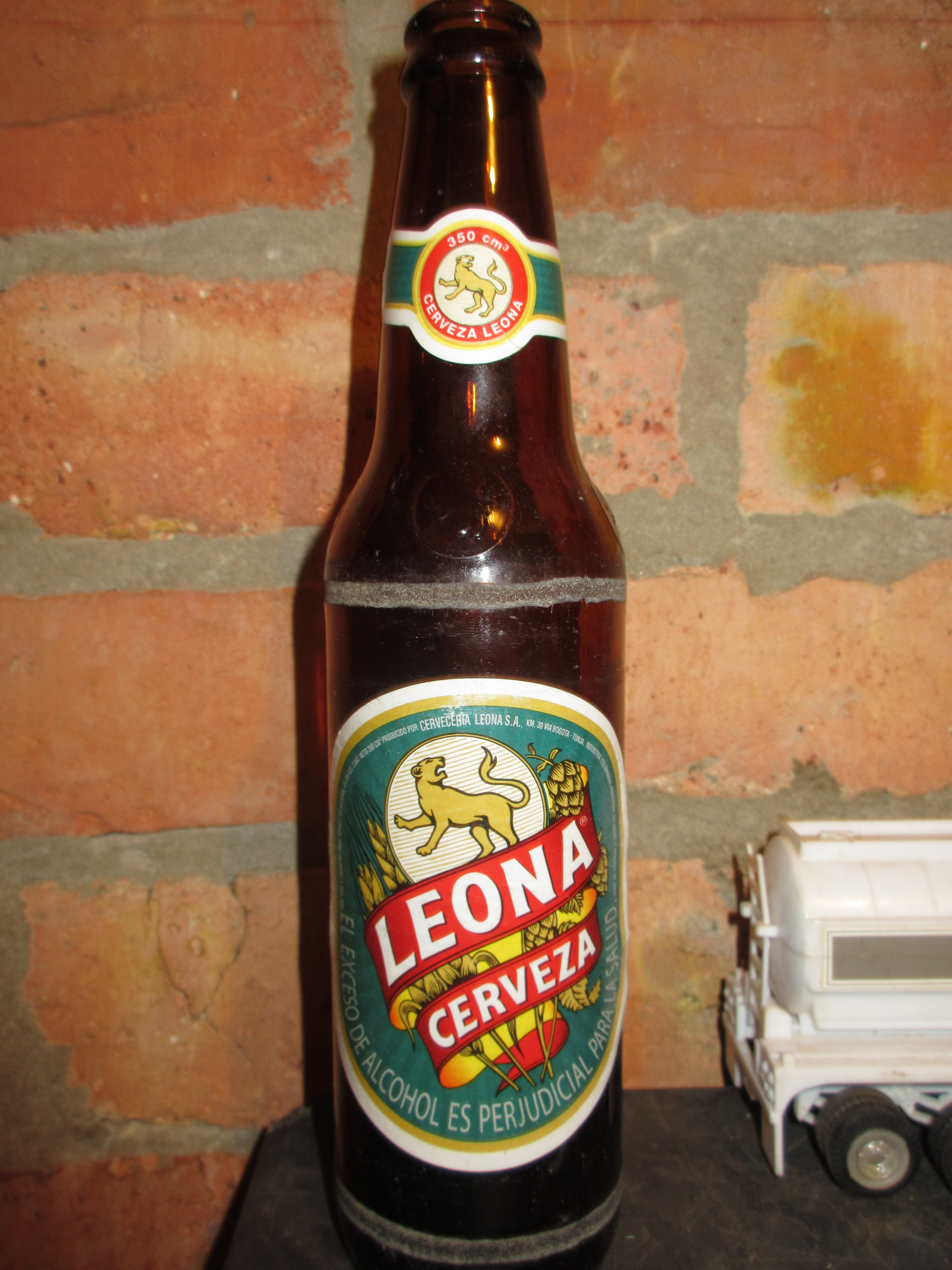
Envase de vidrio de la cerveza Leona de los años 2002 - 2007

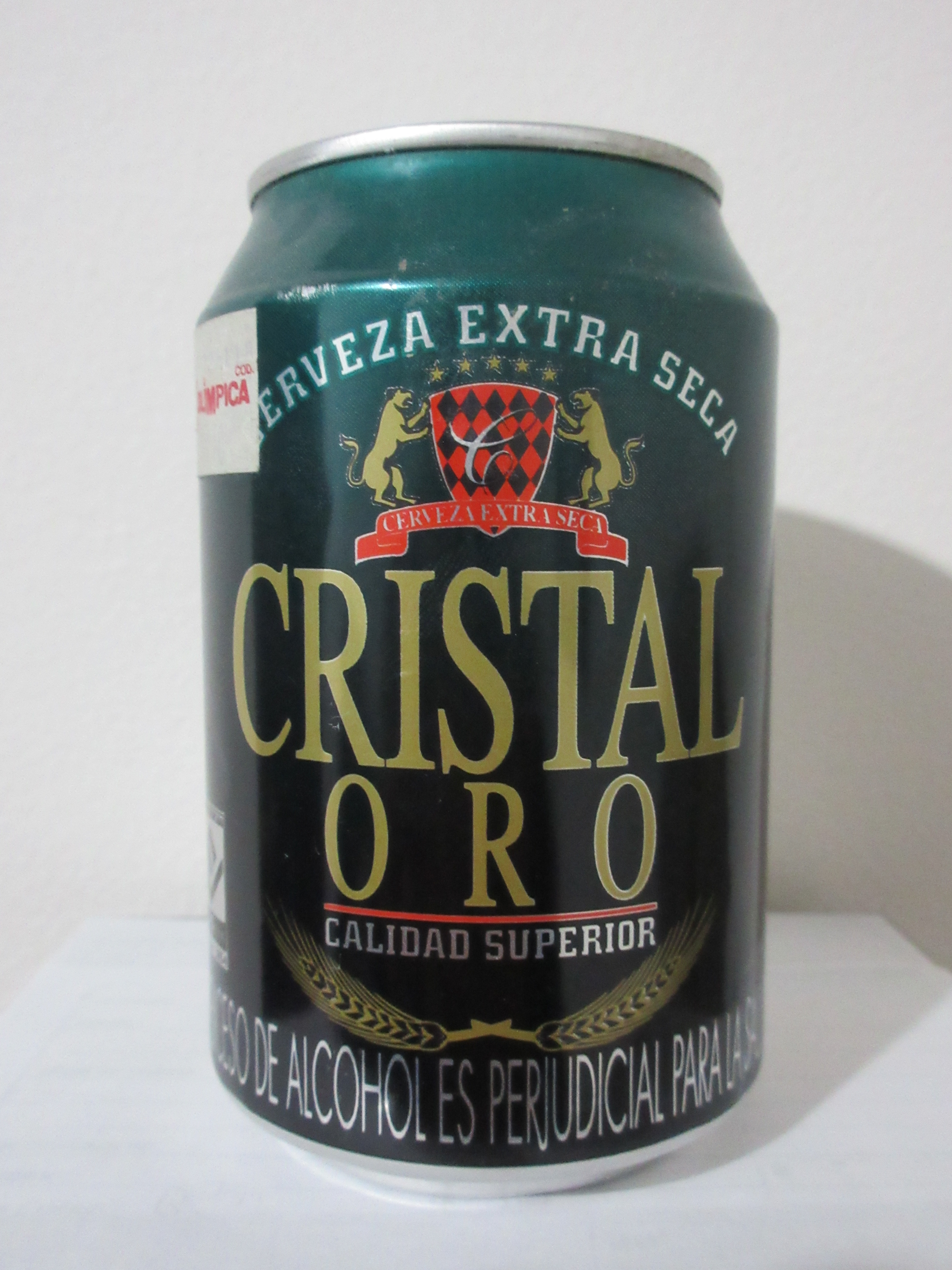
Envase de aluminio de la cerveza Cristal Oro de los años 1998 - 2004

Cervezas
Cerveza Leona      1995 - 2007
Cerveza Cristal Oro 1998- 2004
Cerveza Caribe      1997 - 2004
Cerveza Perla       1999 - 2004
Cerveza Cachorra    2002 - 2004
Maltas
Malta Leona     1995 - 2007 (2018 - actualidad)
Choky Malta Leona   2000 - 2001
Malta Leona Cool    2003 - 2007